# Calamaria modesta
Espèce
Synonymes
- Calamaria monochrous Bleeker, 1860
- Calamaria bogorensis Lidt De Jeude, 1890
- Calamaria elegans De Rooij, 1917
- Calamaria simalurensis De Rooij, 1917
- Calamaria mjöbergi Lönnberg & Rendahl, 1925

Statut de conservation UICN

 LC  : Préoccupation mineure
Calamaria modesta  est une espèce de serpents de la famille des Colubridae.

## Répartition
Cette espèce se rencontre à Sumatra, à Simeulue, à Sulawesi et à Java en Indonésie et au Sabah en Malaisie orientale.

## Publication originale
- Duméril, Bibron & Duméril, 1854 : Erpétologie générale ou histoire naturelle complète des reptiles. Tome septième. Première partie, p. 1-780 (texte intégral).